# 정사각수

4번째 정사각수 4^{2}=16은 연속된 4개의 홀수 1, 3, 5, 7를 더한 합이다.

수학에서 정사각수(正四角數, 영어: square number) 또는 제곱수(-數) 또는 완전제곱수(完全-數, 영어: perfect square number)는 어떤 자연수의 제곱이 되는 수다. 기하학적으로, 이는 그림과 같이 정사각형 모양의 배열로 나타낼 수 있다.

## 정의
음이 아닌 정수 {\displaystyle n}에 대하여 {\displaystyle n^{2}}의 꼴로 나타낼 수 있는 수를 정사각수라고 한다. 처음 20개 정사각수는 다음과 같다.
0, 1, 4, 9, 16, 25, 36, 49, 64, 81, 100, 121, 144, 169, 196, 225, 256, 289, 324, 361, 400, … (OEIS의 수열 A000290)

## 성질
모든 정사각수는 홀수개의 약수를 가진다.
모든 정사각수는 완전수가 아니다.
정사각수는 1부터 시작하는 연속된 홀수의 합과 같다. 즉, 음이 아닌 정수 {\displaystyle n}에 대하여, 다음이 성립한다.
{\displaystyle n^{2}=\sum _{k=1}^{n}(2k-1)}
기하학적으로 이는 다음과 같은 그림을 통해 이해할 수 있다.
|                                                  |                                                  |                                                  |                                                   |
| {\displaystyle 0+\color {blue}1\color {black}=1} | {\displaystyle 1+\color {blue}3\color {black}=4} | {\displaystyle 4+\color {blue}5\color {black}=9} | {\displaystyle 9+\color {blue}7\color {black}=16} |

라그랑주 네 제곱수 정리에 따르면, 모든 자연수는 최대 4개의 정사각수의 합으로 표현이 가능하다.

## 사각뿔수
정사각수의 개념을 공간으로 확장하여, 물체를 사각뿔을이루도록 공간에 배치했을 때의 물체의 총 수를 사각뿔수라고 한다.
제{\displaystyle n} 사각뿔수는 제1 정사각수에서부터 제{\displaystyle n} 정사각수까지의 합이고, 그 값 {\displaystyle N} 은 다시 {\displaystyle N={\frac {n(n+1)(2n+1)}{6}}}으로 쓸 수 있다.
사각뿔수를 1항부터 써보면 다음과 같다.
1, 5, 14, 30, 55, 91, 140, 204, 285, 385, 506, 650, 819, 1015, ...
사각뿔수와 사면체수는 서로 밀접한 연관이 있다. 한 예로, 이웃한 두 사면체수를 더하면 사각뿔수가 된다.
사면체수는 1, 4, 10, 20, 35, 56, .. 등이 있는데, 1+4=5, 4+10=14처럼 이웃한 두 사면체수의 합은 정확히 사각뿔수가 된다. n번째 사면체수를 {\displaystyle T_{n}}, n번째 사각뿔수를 {\displaystyle P_{n}}라고 하고 이 공식을 일반화하면 {\displaystyle T_{n}+T_{n+1}=P_{n+1}}가 된다. 이 공식은 사각뿔수와 사면체수의 공식을 가지고 계산하면 왜 그런지 금방 알 수 있다.

## 같이 보기
- 삼각수
- 세제곱수